# Czarno-Czarni (album)
Czarno-Czarni – pierwszy album studyjny polskiego zespołu Czarno-Czarni, powstałego z połączenia muzyków grup Big Cyc i Bielizna. Płyta nagrywana była w lubelskim studiu Hendrix. 
Sukces komercyjny wydawnictwa (Platynowa płyta, 150 tysięcy sprzedanych legalnie egzemplarzy), a w szczególności piosenek „Nogi”i „Trąbo -twist” spowodował, iż formacja na stałe zadomowiła się na polskim rynku muzycznym.

## Lista utworów
1. „Dziewczyna dla blondyna”
2. „Pszczoła”
3. „Nogi”
4. „Krwawy poeta”
5. „Bursztynowa komnata”
6. „Z archiwum L (Love)”
7. „Trąbo-Twist”
8. „Popołudnie na osiedlu”
9. „16 mgnień wiosny”
10. „Przyjaciele”
11. „Miłość i rtęć”
12. „Mazury ’61”

## Twórcy
- Jarosław Janiszewski „Doktor” – śpiew
- Jacek Jędrzejak „Dżej Dżej” – gitara basowa, śpiew
- Roman Lechowicz „Piękny Roman” – gitara, śpiew
- Jarosław Lis „Dżery” – perkusja śpiew
- Piotr Sztajdel „Gadak” – instrumenty klawiszowe

oraz
- Tomasz Bidiuk – instrumenty klawiszowe
- Tomasz Gołąb – trąbka
- Tomasz Spodyniuk – harmonijka ustna
- Paweł Skóra – realizacja